# Pontostratiotes abyssicola
Pontostratiotes abyssicola är en kräftdjursart som beskrevs av Dinet 1978. Pontostratiotes abyssicola ingår i släktet Pontostratiotes och familjen Cerviniidae. Inga underarter finns listade i Catalogue of Life.